# Simultanagnosia
A simultanagnosia é um distúrbio do sentido da visão. Na simultanagnosia a atenção visual se limita a partes individuais de imagens complexas, de forma que estas não são percebidas como um conjunto..